# Малый Палашёвский переулок
Ма́лый Палашёвский переу́лок — небольшая улица в центре Москвы в Тверском районе между Сытинским переулком и Тверской улицей.

## История
Названия Большого и Малого Палашёвских переулков возникло в XVIII веке по местному урочищу Палаши. С 1573 года известна церковь Рождества Христова «что в Палашах» (снесена в 1936 году), по наименованию которой Малый и Большой Палашёвские переулки носили название Рождественской улицы. Предполагают, что здесь была слобода оружейников, которые изготовляли палаши (прямые сабли), указывая, что рядом находилась Бронная слобода.

## Описание
Малый Палашёвский переулок начинается от Сытинского, проходит на северо-восток и под аркой дома 19А выходит на Тверскую.

## Здания и сооружения
По нечётной стороне:
- № 3 — школьное здание построено в 1936 году по проекту архитектора А. К. Бурова на месте церкви Рождества в Палашах. Согласно планам 1930-х годов, фасад школы должен был выйти на Ново-Тверскую улицу, пробить которую решили параллельно Тверской[2]. Ныне здание занимает школа № 122 «Искусство».
- № 5 — «Трансинвестбанк».
- № 7 — Дом с палатами, в нём ресторан «Скандинавия». В доме жил актёр и режиссёр С. К. Блинников[3].

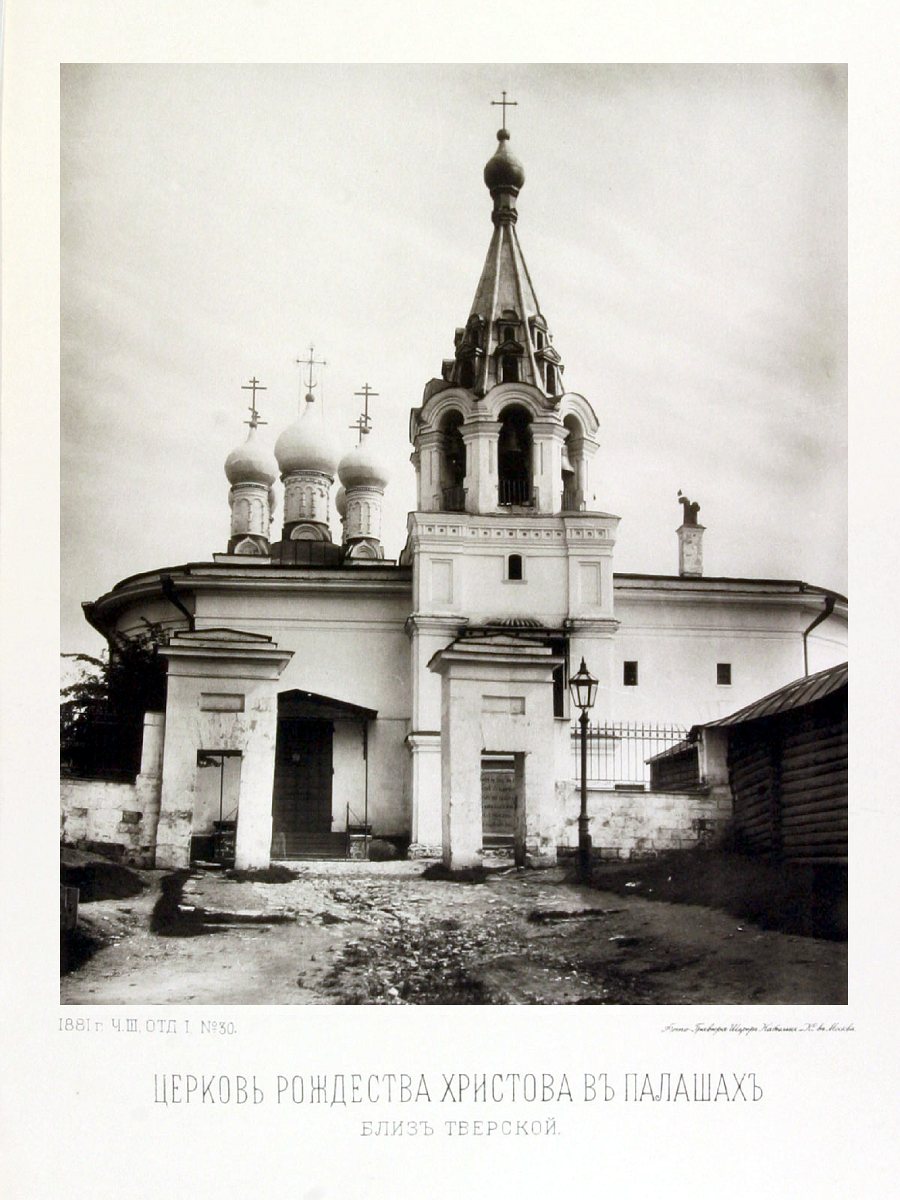
Церковь Рождества Христова в Палашах
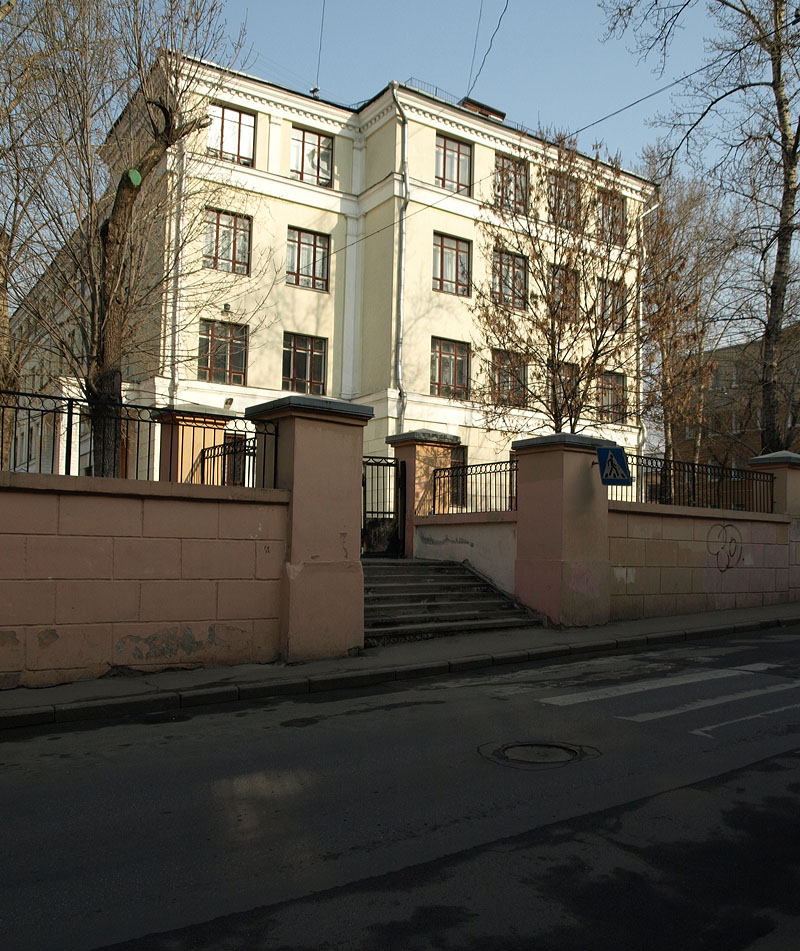
Школа № 122 «Искусство» (дом № 3)

По чётной стороне:
- № 2/8 — Доходный дом (ок. 1900, архитектор В. Ф. Жигардлович).
- № 4 — Жилой дом. Здесь жил литературный критик Л. Л. Авербах[4]. 
11 июня 2017 года на фасаде дома была установлена мемориальная табличка «Последний адрес» кинооператора Владимира Семёновича Нильсена[5].
- № 6, строение 1 — банк «Китеж».